# 吕特奈于克塞卢
吕特奈于克塞卢（法語：Luthenay-Uxeloup）是法国涅夫勒省的一个市镇，属于讷韦尔区（Nevers）圣皮耶尔勒穆蒂耶县（Saint-Pierre-le-Moûtier）。该市镇总面积37.69平方公里，2009年时的人口为600人。

## 人口
吕特奈于克塞卢人口变化图示